# Ogyris barnardi
Ogyris barnardi är en fjärilsart som beskrevs av William Henry Miskin 1890. Ogyris barnardi ingår i släktet Ogyris och familjen juvelvingar. Inga underarter finns listade i Catalogue of Life.

## Bildgalleri

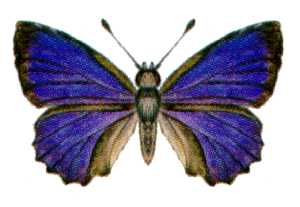